# Jean de Feu
Johannes Jacobus „Jean” de Feu (ur. 23 grudnia 1910 w Antwerpii, zm. 20 stycznia 2004 w Merksem) – belgijski zapaśnik walczący w stylu klasycznym. Olimpijczyk z Berlina 1936, gdzie zajął siódme miejsce w wadze półśredniej.

## Turniej wBerlinie 1936
| Konkurencja          | Walki                  | Walki                 | Walki                 | Klas. końcowa |
| Konkurencja          | Przeciwnik I           | Przeciwnik II         | Przeciwnik III        | Miejsce       |
| -------------------- | ---------------------- | --------------------- | --------------------- | ------------- |
| 72 kg styl klasyczny | Franz Hametner (AUT) Z | Fritz Schäfer (GER) P | Edgar Puusepp (EST) P | 7.            |